# Navel
Navel (ネーブル Nēburu?) es una compañía japonesa de bishōjo erótico novela visual videojuegos. El nombre de la compañía hace referencia a las naranjas, aunque significa literalmente 'ombligo'. Su principal ilustradora es Nishimata Aoi.

## Juegos producidos
Por Navel
- Shuffle! (30 de enero de 2004)
- Soul Link (17 de diciembre de 2004)
- Tick! Tack! (16 de diciembre de 2006)
- Really? Really! (24 de noviembre de 2006)
- Oretachi ni Tsubasa wa Nai (en desarrollo) (saldrá el 26 de junio de 2008

Por Lime
- Nostradamus ni Kiite Miro (25 de enero de 2006)

Colaboraciones entre Navel y Lime christian navel velasquez
- Nee Pon? × Rai Pon! (31 de agosto de 2007)

## Lime
En marzo de 2006, Navel formó una compañía hermana llamada Lime.

## Páginas externas
- Navel official website
- Lime official website

- Datos: Q1154544